# Lac Kafakumba
Le lac Kafakumba est un lac de la République démocratique du Congo situé dans le territoire de Sandoa, district du Lwalaba, en province du Katanga près de Kafakumba, à l’ouest de Sandoa.